# Édifice Sultan Abdul Samad
L'édifice Sultan Abdul Samad (malais: Bangunan Sultan Abdul Samad; jawi: باڠونن سلطان عبدالصمد) est un bâtiment de la fin du XIXe siècle situé à Kuala Lumpur, en Malaisie, en face de la place de l'Indépendance et du Royal Selangor Club.
Son nom vient d'Abdul Samad, sultan qui régnait sur le Selangor au moment de sa construction. Il abrite les bureaux du ministère de l'Information, des Communications et de la Culture de Malaisie.
Il était auparavant le siège de la cour fédérale de Malaisie, de la cour d'appel et la haute cour. Les deux premières ont déménagé au Palais de Justice de Putrajaya au début des années 2000, et la troisième au complexe judiciaire de Kuala Lumpur (Kompleks Mahkamah Kuala Lumpur) en 2007.
Il a été conçu par A.C. Norman et construit entre 1894 et 1897 pour abriter plusieurs départements gouvernementaux sous l'administration britannique. A.C. Norman avait vécu en Afrique et s'est inspiré du style mauresque pour le design du bâtiment,. Il possède un dôme de cuivre et un clocher de 41,2 mètres. Endommagé par une inondation en 1971, il a été rénové entre 1978 et 1984.

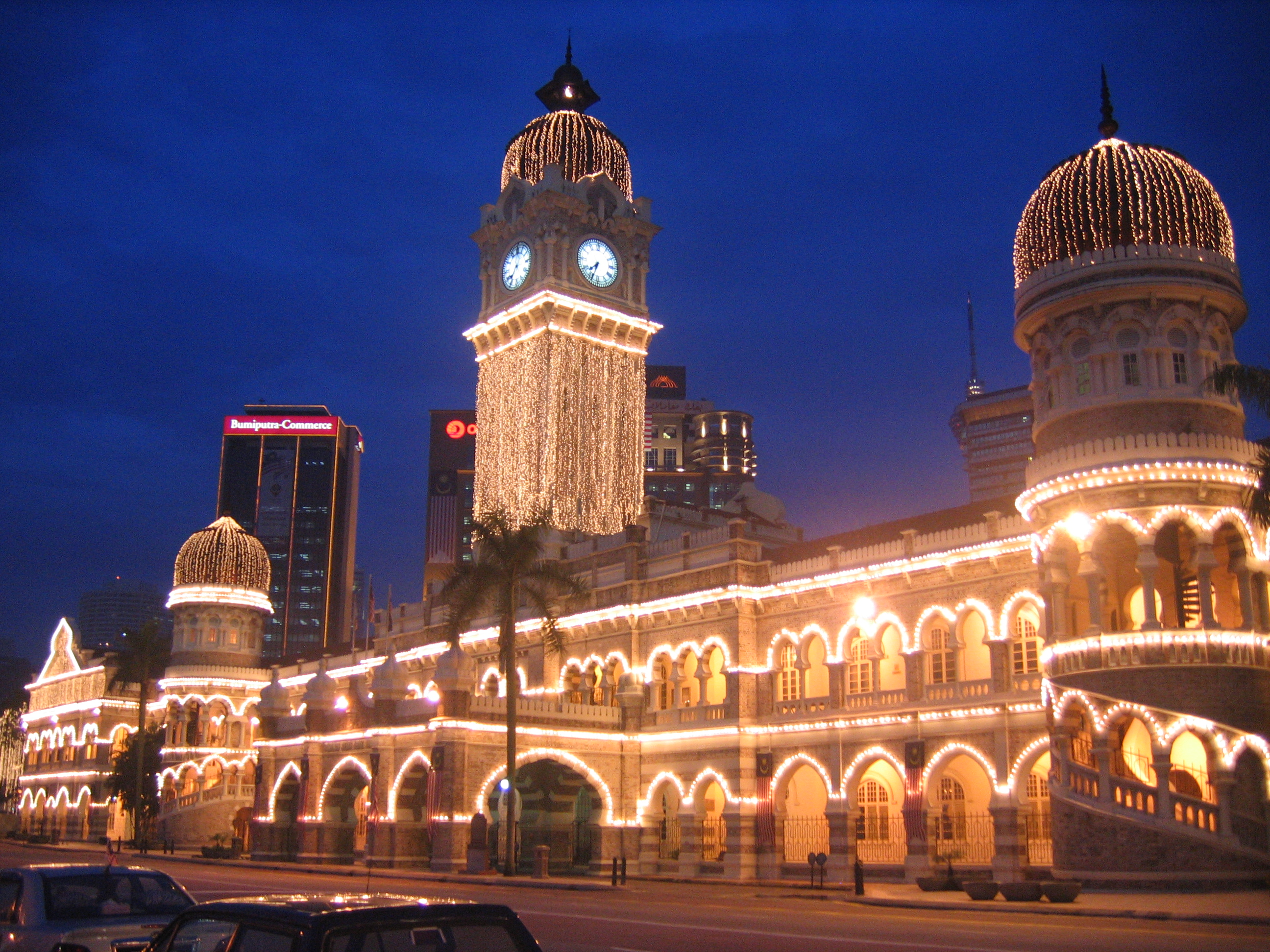
Le bâtiment illuminé pour la fête nationale
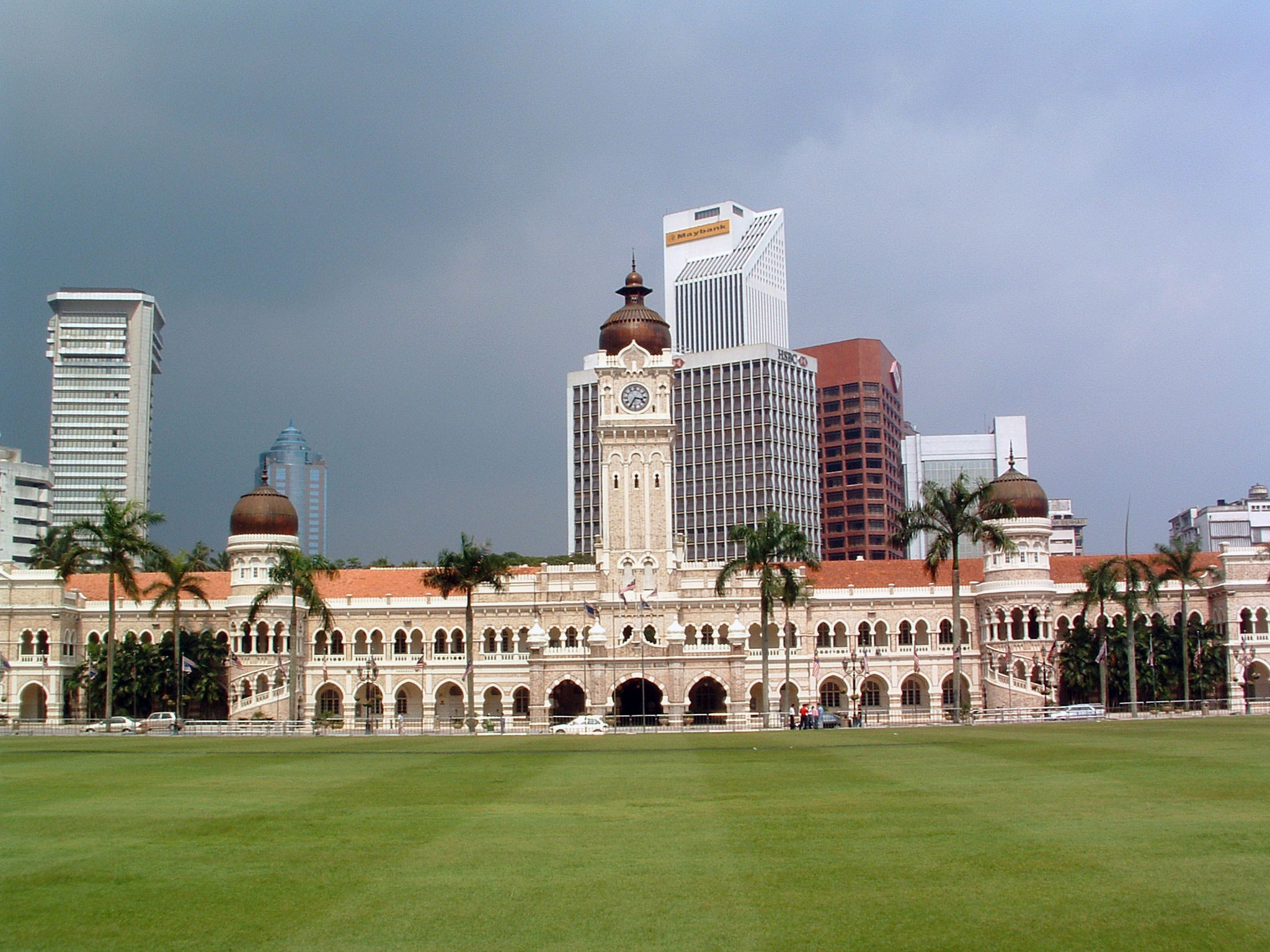
L'édifice Sultan Abdul Samad.